# مسافر بني نعيم

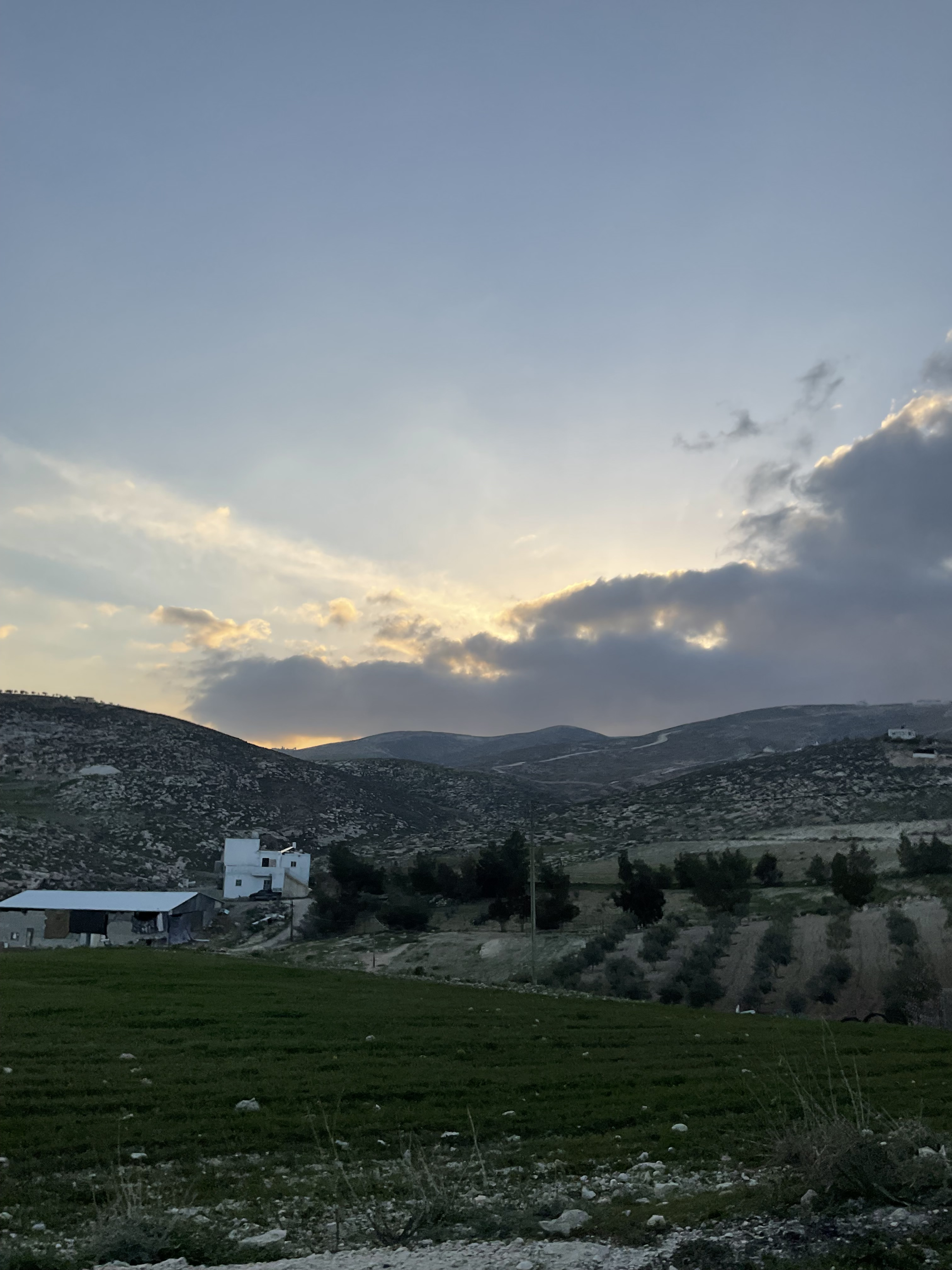
صور من مسافر بني نعيم

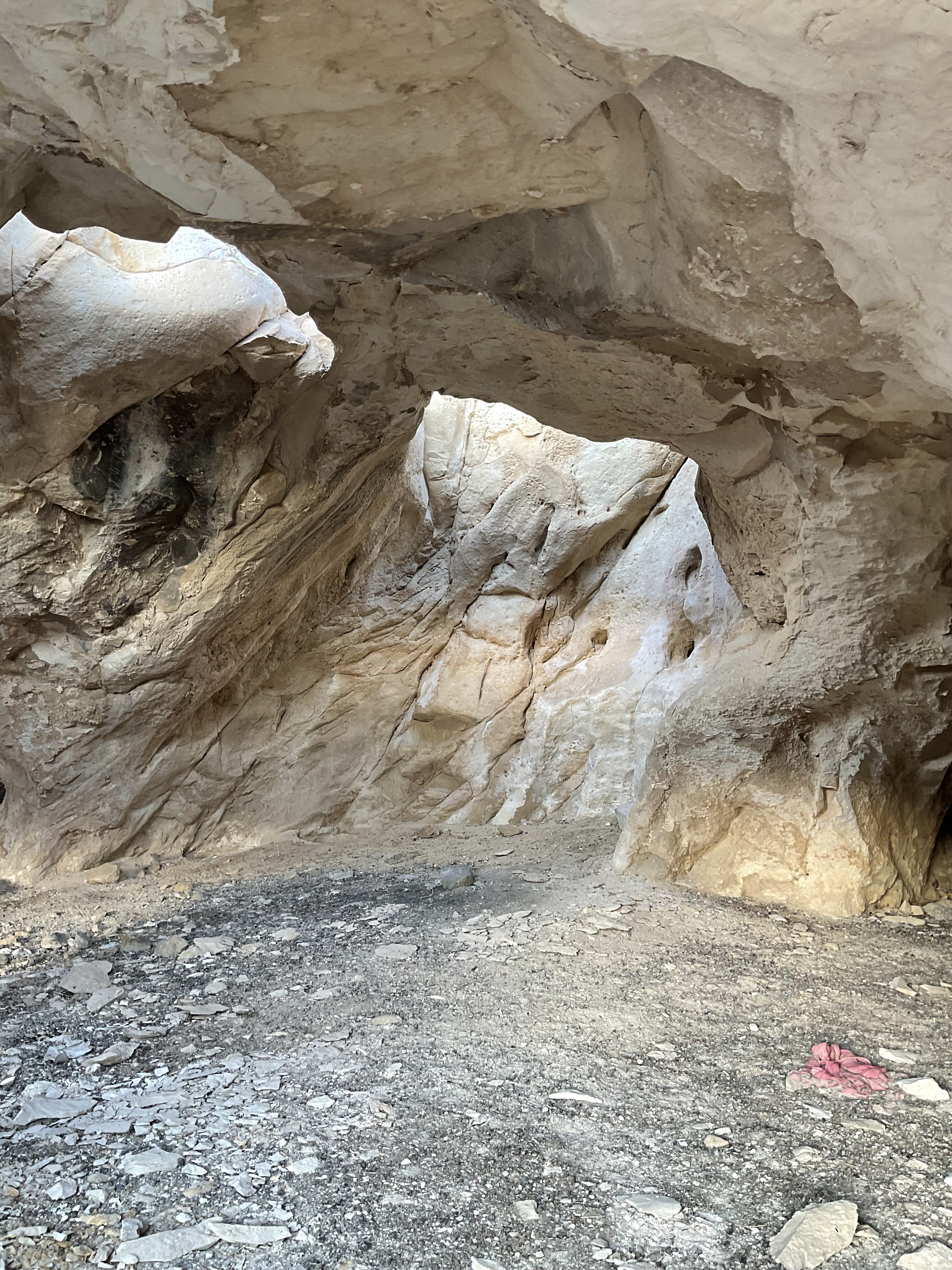
صور من مسافر بني نعيم

مسافر بني نعيم وتُعرف أيضًا بـ خلة المسافر هي قرية فلسطينية، تقع إلى الشرق من محافظة الخليل جنوب الضفة الغربية. وهي من القرى التي احتلتها إسرائيل خلال حرب 1967. تُدار القرية إداريًا بالإضافة إلى مناطق السهل، والكولا، والمعزة وأم الرقم بواسطة بلدية بني نعيم.

## السكان
بلغ عدد السكان في عام 2017 حوالي 567 نسمة، وفق جهاز الإحصاء الفلسطيني.

## الاحتلال الإسرائيلي
عام 2023، قام الإحتلال بجرف سلاسل حجرية ومساحات واسعة من من أراضي المواطنين المزروعة بالأشجار، في مسافر بني نعيم شرق الخليل التي تزيد مساحتها على 10 دونمات، وتقع بالقرب مما تسمى مستوطنة "بني حيفر" المقامة عنوة على أراضي المواطنين وممتلكاتهم في البلدة.